# Baza wojskowa Bet Hillel
Baza wojskowa Bet Hillel (hebr. בסיס בית הלל) – jest bazą wojskową Sił Obronnych Izraela znajdującą się przy moszawie Bet Hillel na północy Izraela.

## Położenie
Baza wojskowa jest położona w północnej części Doliny Hula w Górnej Galilei. Jest to tzw. Palec Galilei, a baza leży w odległości 1,5 km od granicy izraelsko-libańskiej, znanej jako Niebieska Linia.

## Wykorzystanie
Baza wojskowa Bet Hillel służy jako centrum logistyczne rezerwowej 769 Brygady Piechoty Chiram. Brygada jest odpowiedzialna za utrzymanie bezpieczeństwa na granicy izraelsko-libańskiej w obszarze Palca Galilei, z tego powodu posiada w tym rejonie kilka mniejszych baz. W bazie Bet Hillel znajduje się park pojazdów brygady oraz magazyny. Jest tu także lądowisko dla helikopterów. Na zachód od bazy jest położony trawiasty pas startowy.

## Transport
W bezpośrednim sąsiedztwie bazy przebiega droga nr 99, którą jadąc na zachód dojeżdża się do bazy wojskowej Gibor i dalej do skrzyżowania z drogą nr 90 w mieście Kirjat Szemona. Na południu znajduje się port lotniczy Kirjat Szemona, którego asfaltowy pas startowy ma długość 1348 metrów.